# Zvezda Ch-25
Ch-25 (ryska: Х-25, NATO-rapporteringsnamn: AS-10 Karen och AS-12 Kegler) är en modulär attackrobot utvecklad i Sovjetunionen på 1970-talet.

## Utveckling
Erfarenheter visade att Ch-23 på grund av sitt styrsystem hade dålig träffsannolikhet. Därför började man 1971 att utveckla en laserstyrd robot baserad på Ch-23 kallad Ch-25. Året efter började man också arbeta på en antiradarrobot baserad på Ch-23 kallad Ch-27.
Man fann snart att floran av olika men likartade robotar var svår att administrera och underhålla. Därför började Viktor Bugaiskij 1973 att designa ett modulärt system baserat på samma robot. Detta system stod klart 1978 och fick beteckningen Ch-25M (M = Modul'naja).

## Versioner
- Ch-23 – Föregångaren. NATO-beteckning AS-7 Kerry.
- Ch-25 (Ch-23L) – Laserstyrd version baserad på Ch-23. NATO-beteckning AS-10 Karen.
- Ch-27 – Antiradarrobot baserad på Ch-23. NATO-beteckning AS-12 Kegler.
- Ch-25ML – Modulär robot med laserstyrning och tandemladdning.
- Ch-25MA – Modulär robot med radarmålsökare på KA-bandet. Kan upptäcka en stridsvagn på 4000 meters håll.
- Ch-25MS – Modulär robot med GPS- och GLONASS-styrning.
- Ch-25MT – Modulär robot med TV-målsökare.
- Ch-25MTP – Modulär robot med FLIR-målsökare.
- Ch-25MR (Ch-23M) – Modulär robot med samma fjärrstyrning som Ch-23.
- Ch-25MP – Modulär robot med signalsökaren från Ch-27. Två sökare, 1VP och 2VP, finns för olika frekvensband.